# Aphnaeus paupera
Aphnaeus paupera är en fjärilsart som beskrevs av Henry Stempffer 1954. Aphnaeus paupera ingår i släktet Aphnaeus och familjen juvelvingar. Inga underarter finns listade i Catalogue of Life.